# Linda Hardy

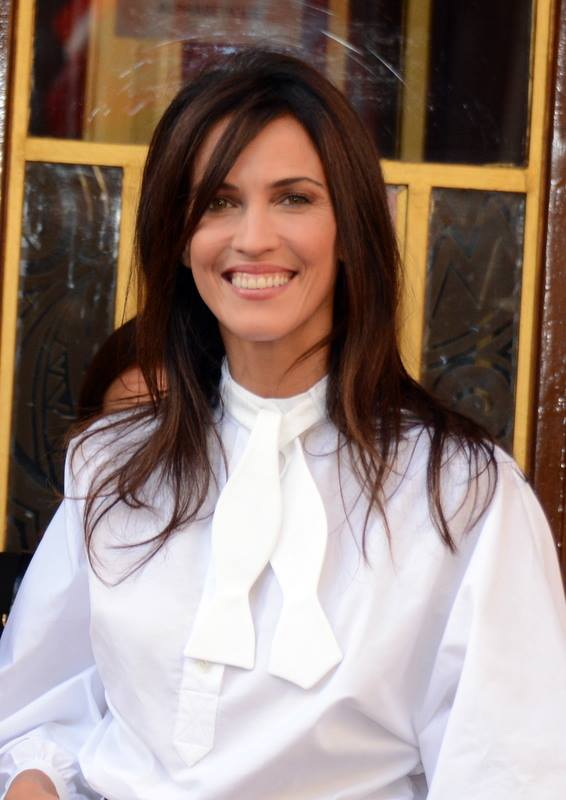
Linda Hardy 2014

Linda Hardy (* 11. Oktober 1973 in Nantes, Frankreich) ist eine französische Schauspielerin und ein Model.

## Leben
Linda Hardy gewann 1992 den Titel der Miss Frankreich und vertrat daraufhin ihr Land bei der Wahl zur Miss Universe und Miss World. Danach startete sie eine Karriere im französischen Kino, beginnend mit dem 1999er-Film, Recto/Verso, gefolgt von ihrer Rolle als Charlotte in der Fernsehserie H. Ihre bekannteste Rolle war in dem Science-Fiction-Film Immortal – New York 2095: Die Rückkehr der Götter (2004) als Jill Bioskop.
2019 nahm sie an der zehnten Staffel der französischen Tanzshow Danse avec les stars teil.

## Filmografie (Auswahl)
- 1999: Recto/Verso
- 2000–2001: H (TV-Serie, 9 Folgen)
- 2004: Immortal – New York 2095: Die Rückkehr der Götter (Immortel (ad vitam))
- 2005: Le souffleur
- 2007: Le fantôme du lac (Fernsehfilm)
- 2007: Martin Paris – Magier des Verbrechens (Martin Paris)
- 2008: Tu peux garder un secret?
- 2008: A House Divided
- 2008: Ein Mann und sein Hund (Un homme et son chien)
- 2008: La vie à une  (Fernsehfilm)
- 2008–2022: Crime Scene Riviera (Section de recherches) (TV-Serie, 21 Folgen)
- 2009: Lehrjahre der Macht (L’école du pouvoir)
- 2009: La Taupe 2 (Fernsehfilm)
- 2009: The Philanthropist (TV-Serie, Folge 1x03 Paris)
- 2010: Undercovers (TV-Serie, Folge 1x05 Not Without My Daughter)
- 2012, 2022, 2023: Joséphine, ange gardien (TV-Serie, 3 Folgen)
- 2012–2013: Enquêtes réservées (TV-Serie, 14 Folgen)
- 2014: R.I.S. Police scientifique (Fernsehserie, 4 Folgen)
- 2017: Des amours, désamour
- 2017: Mon poussin
- 2018–2021: Demain nous appartient (TV-Serie)
- 2019: Commissaire Magellan (TV-Serie, Folge 11x01 La nébuleuse d'Orion)
- 2020–2021: Camping paradis (TV-Serie, 2 Folgen)
- 2024: Supersex (Fernsehserie)
- 2024: Bugarach (Fernsehserie)